# Pinellas Park
Pinellas Park es una ciudad ubicada en el condado de Pinellas en el estado estadounidense de Florida. En el Censo de 2010 tenía una población de 49.079 habitantes y una densidad poblacional de 1.171,46 personas por km².

## Geografía
Pinellas Park se encuentra ubicada en las coordenadas 27°51′32″N 82°42′30″O / 27.85889, -82.70833. Según la Oficina del Censo de los Estados Unidos, Pinellas Park tiene una superficie total de 41.9 km², de la cual 40.16 km² corresponden a tierra firme y (4.14%) 1.74 km² es agua.

## Demografía
Según el censo de 2010, había 49.079 personas residiendo en Pinellas Park. La densidad de población era de 1.171,46 hab./km². De los 49.079 habitantes, Pinellas Park estaba compuesto por el 81.66% blancos, el 4.71% eran afroamericanos, el 0.34% eran amerindios, el 7.29% eran asiáticos, el 0.14% eran isleños del Pacífico, el 3.16% eran de otras razas y el 2.71% pertenecían a dos o más razas. Del total de la población el 10.73% eran hispanos o latinos de cualquier raza.